# Padina (gmina)
Padina – gmina w Rumunii, w okręgu Buzău. Obejmuje miejscowości Padina i Tătulești. W 2011 roku liczyła 4111 mieszkańców.